# Kältewelle

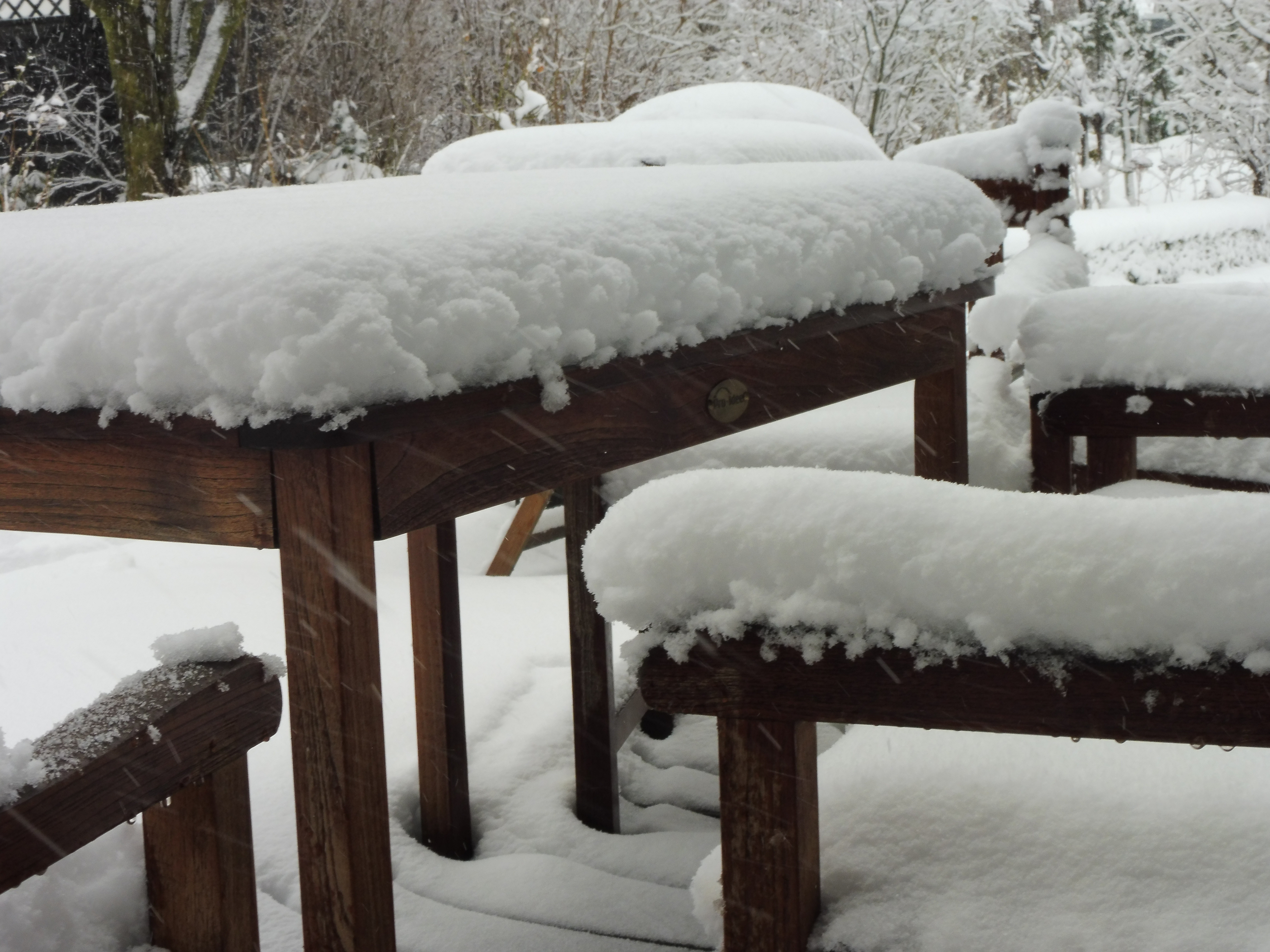
Ostersonntag 2018 in Mecklenburg

Eine Kältewelle ist eine in relativ kurzer Zeit auftretende starke Abkühlung auf unterdurchschnittliche Werte der Lufttemperatur. Sowohl am Anfang wie am Ende des Winters spricht man von Wintereinbruch.

## Meteorologische Grundlagen
Kältewellen beginnen, wenn hochreichende Kaltluft aus dem Gebiet über der Arktis
im Zusammenhang mit einer kräftigen Tiefdruckentwicklung auf der Rückseite eines Höhentrogs weit nach Süden vordringen kann (siehe auch Polarwirbel).
Über einer Schneedecke kann die Lufttemperatur durch Ausstrahlung extrem niedrige Werte erreichen.

## Verhältnisse in Europa
In Mitteleuropa entstehen Kältewellen im Winter insbesondere durch Advektion sehr kalter Festlandsluft aus Nord-Ost. Klassisches Aktionszentrum ist ein dominantes Sibirienhoch, das großräumig arktische Kaltluft nach Mitteleuropa führt. Mitunter bildet dieses sibirische Hochdruckgebiet einen Hochdruckkeil bis nach Skandinavien aus, so dass bei gleichzeitig tiefem Luftdruck über dem Mittelmeer mit einer östlichen Strömung Kaltluft bis nach Südwesteuropa vorstoßen kann.
Die Kältewellen sind für Mitteleuropa meist gut dokumentierte Singularitäten (regelhaft eintretende Ausnahmen), in der kalten Jahreshälfte, verfrüht Mitte Oktober bis hin verspätet zu den Eisheiligen als Wintereinbrüche oder Hochwinterphasen, in der warmen Jahreszeit als Zwischenphasen der sommerlichen Wärme. Sie treffen mit signifikanter Häufigkeit rund um gewisse Termine ein, können aber stark um diese schwanken oder gänzlich ausfallen.

## Nordamerika

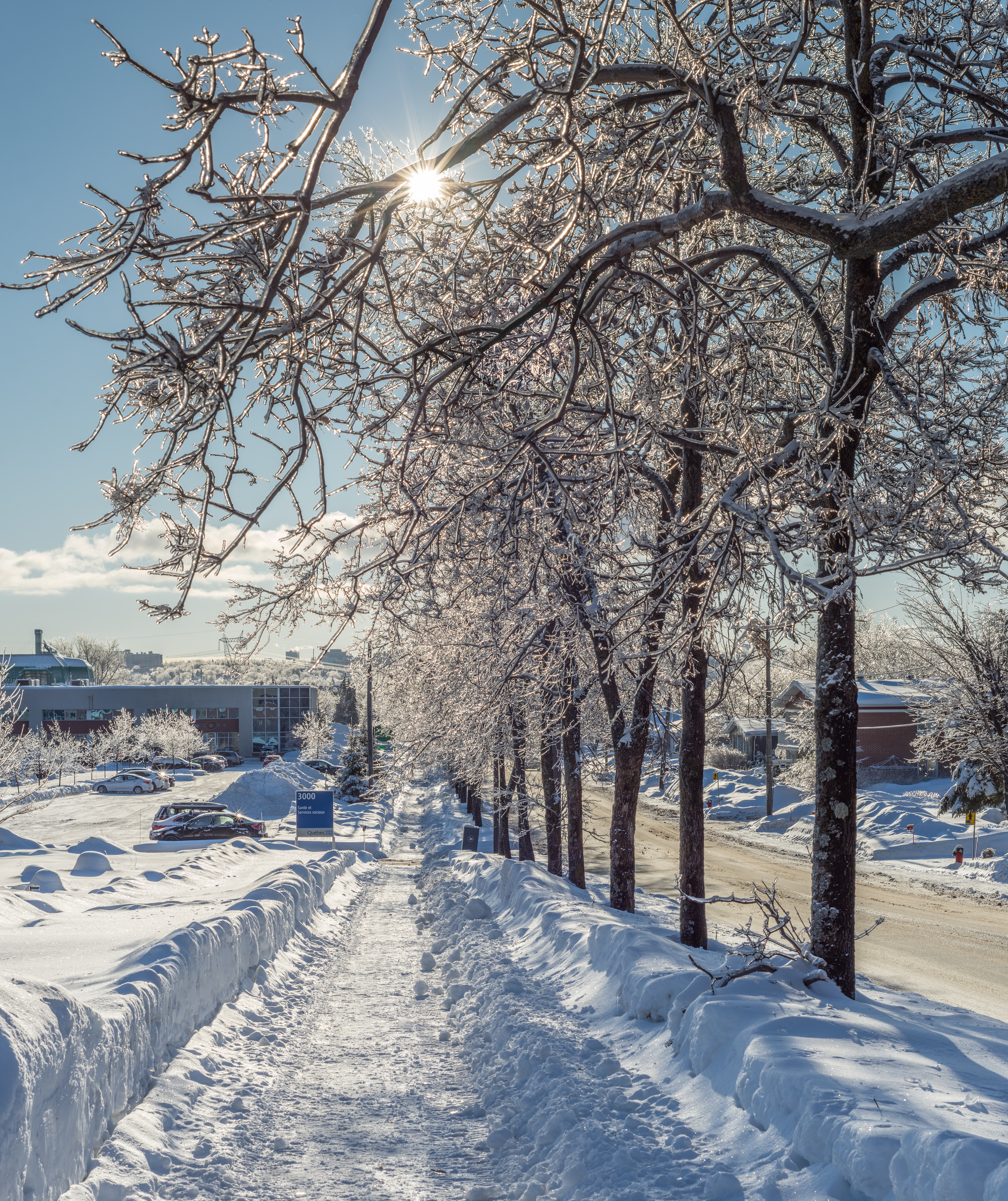
Ende Januar 2019 in Kanada

Anders als bei arktischer Polarluft in Europa mit den Alpen als Wetterscheide kann die eisige, klirrende Kälte aus der Arktis wegen der geologischen Verhältnisse in Nordamerika weiter nach Süden vordringen und neben Kanada auch die USA erreichen. Durch die Anordnung der Gebirge auf dem Kontinent in Nord-Süd-Richtung und der fehlenden Erwärmung über einem Meer können Minustemperaturen 20 Grad Celsius unter Null mit ausgeprägten Temperatursprüngen so auch Millionen Menschen betreffen. Anfang 2019 erreichte eine Kältewelle etwa den Süden Kanadas und den mittleren Westen und Nordosten der Vereinigten Staaten mit minus 31 Grad Celsius in Chicago. Auch der Jetstream spielt eine andere Rolle als in Europa.